# Тютюновий провулок
Тютюнóвий прову́лок — зниклий провулок, що існував у Дніпровському районі міста Києва, місцевість Куликове. Пролягав від Тютюнової до Томашевської вулиці.

## Історія
Провулок виник у середині ХХ століття під назвою Новий. Назву Тютюновий провулок набув 1957 року. 
Ліквідований 1977 року у зв'язку зі знесенням старої забудови колишнього селища Куликове та частковим переплануванням місцевості.